# Nils Melzer
Nils Melzer (Zwitserland, 1970) is voorzitter mensenrechten van de Geneva Academy of International Humanitarian Law and Human Rights en hoogleraar internationaal recht aan de Universiteit van Glasgow. Van 1 november 2016 tot 2022 trad hij op als speciale VN-rapporteur inzake foltering en andere wrede, onmenselijke of onterende behandeling of bestraffing.
Gedurende zijn hele carrière heeft Nils Melzer gevochten voor het behoud van de menselijke waardigheid en de rechtsstaat door het bevorderen, herbevestigen en verduidelijken van internationale wettelijke normen die bescherming bieden aan degenen die worden blootgesteld aan gewapende conflicten en andere situaties van geweld.

## Carrière
Melzer diende 12 jaar bij het Internationaal Comité van het Rode Kruis als juridisch adviseur, afgevaardigde en plaatsvervangend hoofd van de delegatie in verschillende gebieden van conflict en geweld. Na het verlaten van het ICRC in 2011 bekleedde hij academische functies als Research Director van het Swiss Competence Centre on Human Rights (Universiteit van Zürich), als Swiss Chair for International Humanitarian Law (Geneva Academy) en als Senior Fellow for Emerging Security Challenges (Geneve Centrum voor Veiligheidsbeleid), en heeft het maatschappelijk middenveld vertegenwoordigd in de stuurgroep van de internationale gedragscode voor particuliere beveiligingsdienstverleners.
In de loop van zijn carrière heeft Melzer ook gediend als senior adviseur veiligheidsbeleid bij het Zwitserse ministerie van Buitenlandse Zaken, heeft hij adviesmandaten vervuld voor invloedrijke instellingen zoals de Verenigde Naties, de Europese Unie, het Internationaal Comité van de Rode Kruis en het Zwitserse Federale Ministerie van Defensie, en is regelmatig uitgenodigd om getuigenissen van deskundigen af te leggen, onder meer voor de Eerste Commissie van de VN, de CCW van de VN, de Adviesraad voor ontwapening van de UNSG en verschillende parlementaire commissies van de Europese Unie, Duitsland en Zwitserland.

## Boeken
Melzer is auteur van bekroonde en veel vertaalde boeken, waaronder: "Targeted Killing in International Law" (Oxford, 2008, Guggenheim Prize 2009), de ICRC's "Interpretive Guidance on the Notion of Direct Participation in Hostilities" (2009) en het officiële handboek van het ICRC "International Humanitarian Law - a Comprehensive Introduction" (2016), evenals tal van andere publicaties op het gebied van internationaal recht. Vanwege zijn expertise op het gebied van nieuwe technologieën heeft elzer van het EU-parlement het mandaat gekregen om een juridische en beleidsstudie te schrijven over "Human Rights Implications of the Usage of Drones and Robots in Warfare" (2013) en is hij ook co-auteur van de NATO CCDCOE "Tallinn Manual on the International Law applicable to Cyber Warfare" (Cambridge, 2013), en de NATO MCDC "Policy Guidance Autonomy in Defense Systems", (NATO ACT, 2014).

## Adressering van en commentaar op de zaak Julian Assange
In mei 2019 schreef Melzer, in zijn hoedanigheid van speciale VN-rapporteur inzake foltering, een rapport over de politieke activist Julian Assange nadat hij hem had bezocht in de zwaarbewaakte Belmarsh gevangenis in Londen en contact had opgenomen met een van de twee getuigen in de Zweedse strafprocedure. In zijn rapport ontdekten Melzer en een team van artsen die Assange onderzochten dat Assange symptomen vertoonde die kenmerkend zijn voor langdurige psychologische marteling.
Vervolgens deed hij een beroep op de Britse regering om Assange niet uit te leveren aan de Verenigde Staten of aan een andere staat die geen betrouwbare waarborgen biedt tegen zijn uitlevering aan de Verenigde Staten. In de VS riskeert hij tot 175 jaar gevangenisstraf voor meerdere schendingen van de spionagewet van 1917.
Op 27 november 2019 meldde Melzer tijdens een openbare hoorzitting in de gebouwen van de Duitse Bondsdag dat hij de avond ervoor was uitgenodigd voor een bijeenkomst op het ministerie van Buitenlandse Zaken. Daar kreeg hij echter te horen dat "mijn rapporten over de Assange-zaak nog steeds niet zijn gelezen en dat er geen tijd is om dat te doen." ».
Op 31 januari 2020 gaf Melzer het Zwitserse online magazine Republik een uitgebreid interview over de Assange-zaak, waarin hij de wetsovertredingen, vertragingen in procedures en wangedrag beschreef van de eerder betrokken landen Ecuador, Groot-Brittannië, Zweden en de VS die hij had geïdentificeerd en was al bijna tien jaar bezig. Volgens hem wilden Zweden en Groot-Brittannië alleen "hem in handen krijgen zodat ze hem aan de VS konden uitleveren".

In een artikel voor de Neue Zürcher Zeitung (NZZ) acht Rudolf Hermann Melzers stelling van een politiek gemotiveerd en opzettelijk vertraagd onderzoek naar de beschuldigingen van verkrachting in Zweden te rechtvaardigen gezien de talrijke argumenten die door Melzer naar voren zijn gebracht. Volgens de NZZ zijn het ongebruikelijke verloop van de procedure en de lange duur ervan, gemanipuleerd bewijs, bepaalde persoonlijke banden en de weigering van een verklaring door de Zweedse regering echter slechts indicaties en geen sluitend bewijs.
Volgens de rechtsgeleerde Tatjana Hörnle is het openbare bewijs van Melzer voor de ernstige beschuldigingen niet voldoende. 
Melzer verwierp verschillende verklaringen van Hörnle. .
De vrouw die Assange ervan beschuldigde dat hij haar seksueel had lastiggevallen, en met wie Melzer direct contact had, beschuldigde Melzer onder meer van dader-slachtoffer-omkering door zijn definitie van hoe een "echt slachtoffer van verkrachting" zich zou moeten gedragen, om haar persoonlijk te belasteren, en dat hij in zijn rapport en deels onwaarheden over de onderzoeken had verspreid.  Melzer publiceerde een verklaring waarin hij misverstanden uit de weg probeert te ruimen en hoopt dat deze de echte problemen in de Assange-zaak niet zullen afleiden.
Nils Melzer vreest dat de vervolging van Assange een afschrikwekkend voorbeeld zal zijn voor de journalistiek. In plaats van de oorlogsmisdaden die hij ontdekte te vervolgen, werd hij zelf vervolgd. We lopen ernstig gevaar de persvrijheid te verliezen. Journalistiek wordt tot spionage verklaard. De journalisten Thomas Kirchner en Ronen Steinke vonden in de SZ op 24 januari 2022 dat Melzer te ver ging in het opkomen voor slachtoffers van staatsgeweld en in het bijzonder voor Julian Assange. De SZ weigerde een tegenverklaring van Melzer af te drukken.

## Kritiek op politiegeweld bij Corona-demonstraties
In zijn hoedanigheid van Speciaal Rapporteur Mensenrechten vroeg Melzer op 26 augustus 2021 de Duitse regering om een verklaring met betrekking tot de beschuldigingen dat demonstraties tegen coronamaatregelen werden gevolgd door acties van de politiekorpsen die in strijd waren met het verbod op foltering.
Melzer evalueerde videomateriaal van demonstraties van tegenstanders van de maatregelen en vond veel voorbeelden van buitensporig politiegeweld. Politieagenten zouden onnodig geweld gebruiken en omstanders zouden niet ingrijpen. Melzer richtte zijn kritiek ook rechtstreeks tot het hoofdbureau van politie. Een strafrechtelijk en tuchtrechtelijk onderzoek werd volgens hem vaak achterwege gelaten. Hij zag een grote discrepantie tussen de ambitie van "het Duitse rechtssysteem en de uitvoering ervan door de autoriteiten". Als er al een procedure was, werd die vaak uitgesteld, om na maanden of jaren zonder veel ophef te worden stopgezet. Tegelijkertijd pochten de autoriteiten dat ze demonstranten binnen 24 uur konden veroordelen.
Melzer ziet een totaal systeemfalen met betrekking tot de vervolging van politiegeweld en ziet in de bredere context de rechtsstaat in gevaar bij het gedogen van deze klacht en soortgelijke grieven.
In maart 2022 schreef hij een rapport over buitensporig politiegeweld bij betogingen tegen de Corona-maatregelen in Nederland. In februari 2024 werd bekend dat het Openbaar Ministerie twee agenten gaat vervolgen die worden verdacht van het niet-proportioneel toepassen van geweld tegen demonstranten tijdens een protest tegen de coronamaatregelen van de overheid in maart 2021. De zaak diende al eerder voor de Haagse rechtbank, maar na extra onderzoek moeten de agenten verschijnen voor de rechtbank Midden-Nederland.